# Дик, Джордж
Джордж Дик (ивр. ג'ורג' דיק‎, англ. George Deek; 1984, Яффа, Израиль) — израильский дипломат арабо-армянского происхождения. Посол Израиля в Азербайджане (2018—2025).  
Самый молодой посол Израиля. Первый христианин, ставший послом Израиля.

## Биография
Родился в 1984 году в арабской христианской семье в городе Яффа, где его семья проживает более 400 лет. Получил две степени — бакалавра права и бакалавра государственного управления в Междисциплинарном центре Герцлии. 
В 2016 году окончил магистратуру международного права Джорджтаунского университета по программе Фулбрайта.
После работы юристом в частной фирме в Тель-Авиве в 2008 году поступил на работу в Министерство иностранных дел Израиля.
В своём аккаунте в Твиттер он написал, что имеет армянское происхождение по отцовской линии и что его прабабушка А. Амбарян пережила геноцид армян. 
В 2009—2012 годах занимал должность заместителя главы миссии Израиля в Нигерии .
С июля 2012 года по январь 2015 года занимал должность заместителя главы миссии, с февраля по сентябрь 2014 года также занимал должность временного поверенного в делах посольства Израиля в Норвегии.
С 2015 по 2016 год являлся юридическим советником МИД Израиля.
С 2017 по 2019 год являлся старшим советником генерального директора МИД Израиля.
Посол Израиля в Азербайджане (16 ноября 2018 года — 23 июля 2025). 25 декабря 2019 года вручил верительные грамоты президенту Азербайджана. 
Присвоен ранг «чрезвычайный и полномочный посол».
Владеет арабским, ивритом, английским, французским языками.

## Награды
- «Выдающийся дипломат Израиля» (2014)
- «Выдающийся посол» (Израиль, 2021)